# Cihan Haspolatlı
Cihan Haspolatlı (Diyarbakır, 4 januari 1980) is een Turkse voetballer. Hij speelt bij Istanbul Büyükşehir Belediyespor als middenvelder en rechtsback. Voordat hij naar Bursaspor trok, speelde hij voor Galatasaray, maar werd daar ontslagen.  Cihan speelde verder ook nog bij Kocaelispor en Ankaragücü.
Cihan maakte deel uit van het Turks voetbalelftal tijdens de voorbereiding voor de wereldbeker in 2002 in Korea/Japan, maar miste uiteindelijk de selectie.